# Politie Fryslân

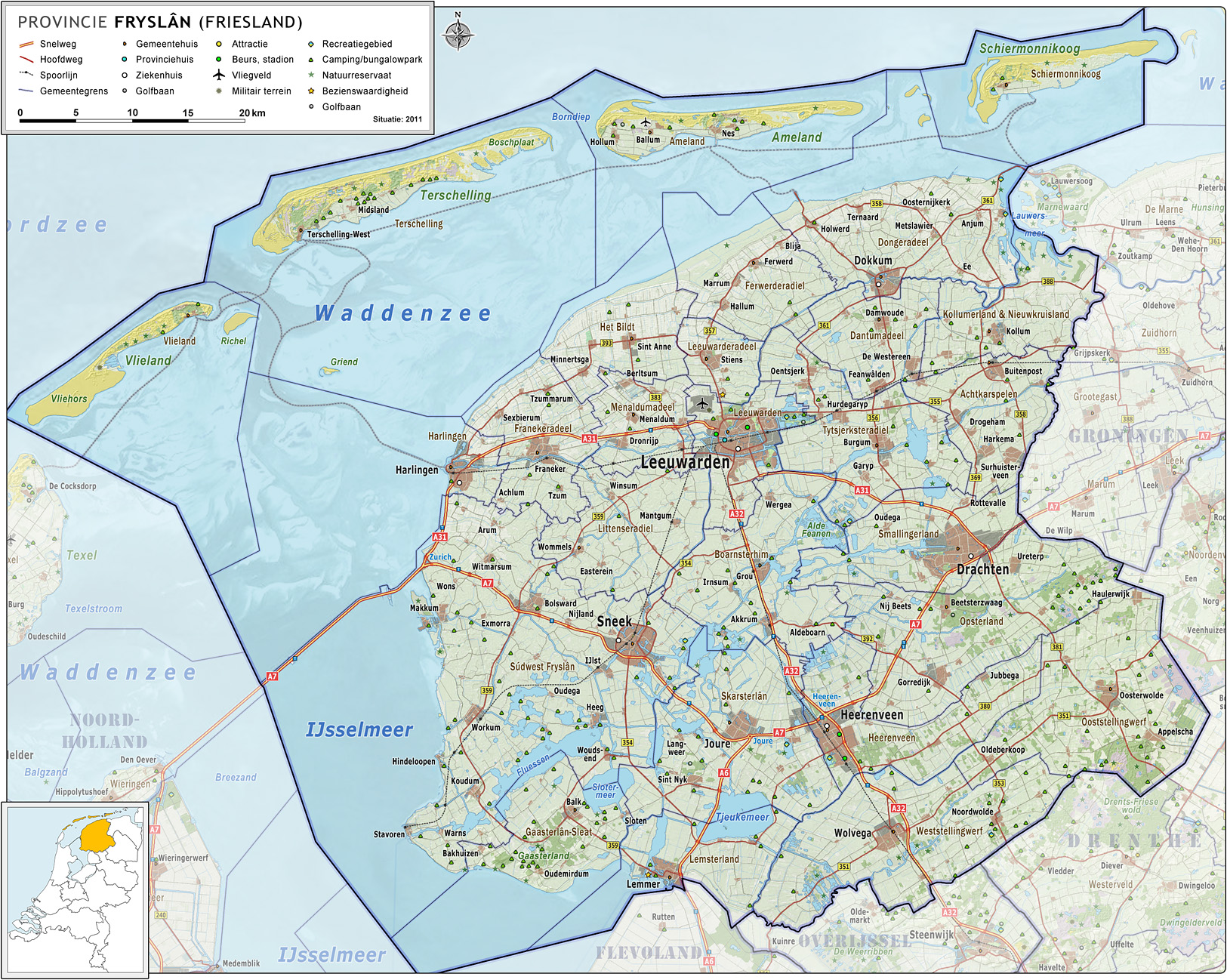
Verzorgingsgebied

De politieregio Fryslân (tot 17 mei 2002: Friesland) was een politieregio in Nederland die 31 gemeenten omvatte met ruim 625.000 inwoners en een oppervlakte had van 5.740 km². De korpssterkte was ongeveer 1.600 man.

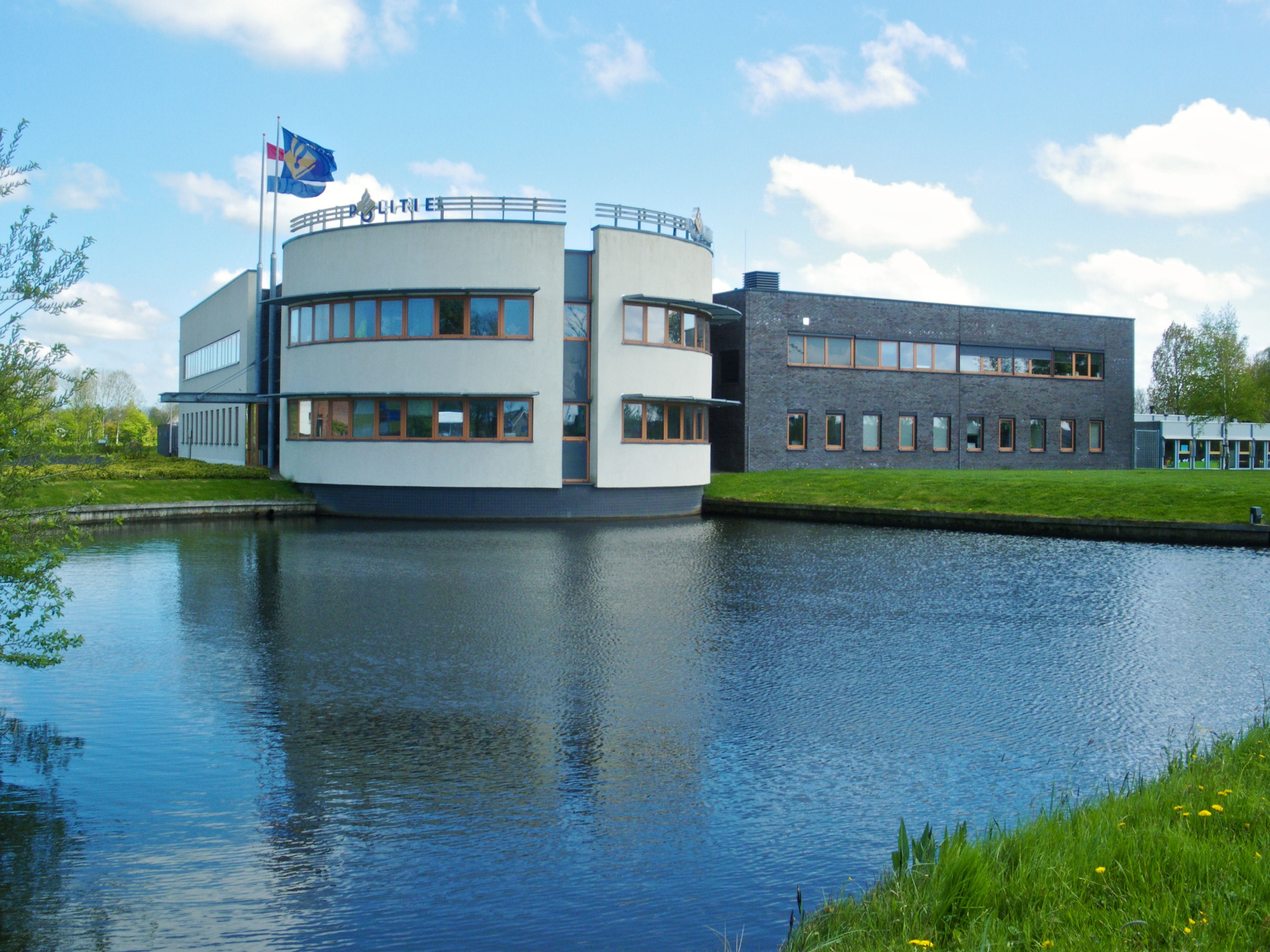
Politiebureau in Dokkum.

De politieregio had in elke gemeente een politiebureau. Het verzorgingsgebied bestond uit een plattelandsregio met een aantal stedelijke kernen zoals Leeuwarden, Drachten, Sneek en Heerenveen en vier Waddeneilanden.
Bij de invoering van de Nationale Politie op 1 januari 2013 is Politie Fryslân samengevoegd met de voormalige politieregio's Groningen en Drenthe tot de Regionale Eenheid Noord-Nederland, een van de tien regionale eenheden.

## Beheer
- Korpschef: N.E. (Nathalie) Kramers
- Korpsbeheerder: F.J.M. (Ferd) Crone, burgemeester van Leeuwarden.

Bestaande regionale politieeenheden:
Noord-Nederland ·
Oost-Nederland ·
Midden-Nederland ·
Noord-Holland ·
Amsterdam ·
Den Haag ·
Rotterdam ·
Zeeland - West-Brabant ·
Oost-Brabant ·
Limburg ·
Eenheid Landelijke Expertise en Operaties ·
Eenheid Landelijke Opsporing en Interventies

Voormalige eenheden:
Landelijke Eenheid
Voormalige regiokorpsen:
Politie Groningen ·
Politie Fryslân ·
Politie Drenthe ·
Politie IJsselland ·
Politie Twente ·
Politie Noord- en Oost-Gelderland ·
Politie Gelderland-Midden ·
Politie Gelderland-Zuid ·
Politie Utrecht ·
Politie Noord-Holland-Noord ·
Politie Zaanstreek-Waterland ·
Politie Kennemerland ·
Politie Amsterdam-Amstelland ·
Politie Gooi en Vechtstreek ·
Politie Haaglanden ·
Politie Hollands Midden ·
Politie Rotterdam-Rijnmond ·
Politie Zuid-Holland-Zuid ·
Politie Zeeland ·
Politie Midden- en West-Brabant ·
Politie Brabant-Noord ·
Politie Brabant-Zuidoost ·
Politie Limburg-Noord ·
Politie Limburg-Zuid ·
Politie Flevoland ·